# Спадола
Спа́дола (итал. Spadola) — коммуна в Италии, располагается в регионе Калабрия, подчиняется административному центру Вибо-Валентия.
Население составляет 819 человек, плотность населения составляет 91 чел./км². Занимает площадь 9 км².
Покровителем коммуны почитается святитель Николай Мирликийский, чудотворец, празднование 6 декабря.
Соседние населённые пункты: Джерокарне, Серра-Сан-Бруно, Симбарио, Сорианелло, Стило.